# Daouda Malam Wanké
Daouda Malam Wanké (Yellou, 6 de mayo de 1946 - Niamey, 15 de septiembre de 2004), fue político de Níger, jefe de Estado de su país en 1999 como presidente del Consejo de Salvación Nacional.

## Biografía
Su año de nacimiento es discutido. Nació en una localidad cerca de Niamey. Entró al Ejército nigerino, alcanzando el grado de coronel. El 9 de abril de 1999, llevó a cabo un golpe de Estado militar contra el presidente Ibrahim Baré Maïnassara. Éste (que había llegado a su vez al poder por otro golpe tres años antes) fue asesinado. Durante dos días, la incertidumbre política reinó en Níger, ya que el primer ministro, Ibrahim Hassane Mayaki, y varios otros reclamaban la Presidencia. El 11 de abril, finalmente, Wanké asumió el cargo, dirigiendo un gobierno de transición que prometió celebrar elecciones a fines de ese año.
El gobierno de Wanké cumplió su promesa, y entregó el poder al presidente electo, Tandja Mamadou, en diciembre de 1999.
Wanké tenía muchos problemas de salud, incluyendo enfermedades cardiovasculares y una alta presión arterial. Durante los últimos meses de su vida, viajó a Libia, Marruecos y Suiza para someterse a tratamiento médico. Finalmente falleció en Niamey, sobreviviéndole su esposa y sus tres hijos.